# The New Classic
The New Classic е дебютния албум на австралийската рапърка Иги Азалия. Дебютира на трето място в САЩ и на пето място във Великобритания. От април до август 2014 албумът е продал около 270 хиляди копия в САЩ.

## История
През 2011 г. в интервю Иги Азалия казва, че дебютният ѝ албум ще се казва The New Classic и че ще излезе през първото тримесечие на 2012 г. После, в друго интервю, тя казва, че албумът ще излезе през юни 2012 г. Въпреки това, албумът е отменен. През 2013 г. фен я пита кога ще излезе The New Classic и кога ще издаде първия сингъл от албума. Тя отговари, че ще издаде албума през май, а първия сингъл през февруари,  но датата е отменена.

## Сингли
Work е първият сингъл от албума. Песента е издадена на 17 март 2013 г. във Великобритания, на 18 март в Европа и на 19 март в САЩ. Вторият сингъл от албума е Bounce. Песента е издадена на 30 юни 2013 г.  Третият сингъл е Change Your Life. Песента е дует с рапъра Ти Ай.
Четвъртият сингъл е Fancy, той е дует с британската певица Чарли Екс Си Екс. Издадена е на 7 март 2014 г. във Великобритания.  Тя е най-известната ѝ песен, продала е 1 милион копия в САЩ,  и е #1 в американската класация Billboard Hot 100. 

## Списък с песни
1. Walk the Line
2. Don't Need Y'all
3. 100
4. Change Your Life (с участието на Ти Ай)
5. Fancy
6. New Bitch
7. Work
8. Impossible is Nothing
9. Goddess
10. Black Widow (с участието на Рита Ора)
11. Lady Patra (с участието на Мавадо)
12. Fuck Love